# Station Luzern
Station Luzern (Duits: Bahnhof Luzern) is een belangrijk treinstation in Luzern. Het is in aantal reizigers het op vijf na drukste station van de Zwitserse spoorwegen. In 1971 werd het stationsgebouw door een grote brand volledig verwoest. Op 22 mei 2017 ontspoorde een intercity; meerdere dagen was er nauwelijks treinverkeer mogelijk.

## Beschrijving
Het station van Luzern is een kopstation en ligt aan de overgang van de Vierwaldstättersee in zijn afwaterende rivier, de Reuss. Aan de overzijde van de Bahnhofplatz ligt dan ook een aanlegkade voor de reguliere scheepvaartdienst op het meer verzorgd door het Schifffahrtsgesellschaft des Vierwaldstättersees. Van het oude station uit 1896 is na een grote brand in 1971 enkel een toegangsportaal blijven staan op de Bahnhofplatz, het nieuwe treinstation uit 1991 van de architecten Ammann und Baumann is daar achter opgetrokken. Bij Ammann und Baumann werkte ook Santiago Calatrava mee aan het ontwerp.
Het station is het eindpunt van zeven spoorweglijnen, Olten - Luzern, Bern - Luzern, Zug - Luzern, Luzern - Immensee, Luzern - Lenzburg, Luzern - Interlaken en Luzern - Engelberg, de laatste twee worden uitgebaat door de spoorwegmaatschappij Zentralbahn. Alle andere verbindingen zijn onderdeel van het SBB-CFF-FFS netwerk.
Luzern wordt bediend door de Intercity-Neigezug (ICN) Basel SBB / Zürich HB - Luzern - Bellinzona - Lugano, naast vele InterRegio verbindingen. Het station is ook een stop op de door de SBB uitgebate EuroCity verbinding Mediolanum tussen Bazel SBB en Milano Centrale.

## Treinverbindingen
| Serie | Treinsoort       | Route                                                                               | Bijzonderheden |
| ----- | ---------------- | ----------------------------------------------------------------------------------- | -------------- |
| IC 21 | Intercity (SBB)  | Basel SBB – Olten – Luzern – Arth-Goldau – Bellinzona – Lugano                      |                |
| IR 15 | InterRegio (SBB) | Genève-Aéroport – Genève-Cornavin – Lausanne – Fribourg – Bern – Luzern             |                |
| IR 26 | InterRegio (SOB) | Basel SBB – Olten – Luzern – Arth-Goldau – Erstfeld – Airolo – Bellinzona – Locarno |                |
| IR 27 | InterRegio (SBB) | Basel SBB – Liestal – Olten – Luzern                                                |                |
| IR 70 | InterRegio (SBB) | Luzern – Zug – Thalwil – Zürich HB                                                  |                |
| IR 75 | InterRegio (SBB) | Luzern – Zug – Zürich HB – Winterthur – Konstanz                                    |                |